# Toyota Gazoo Racing WRT
Per saber del equip Toyota que va competir entre 1987 i 1999, cal veure Toyota Castrol Team.
Toyota Gazoo Racing WRT és un equip del Campionat Mundial de Ral·lis amb base a Finlàndia que serveix d'equip oficial per la marca japonesa Toyota. Va debutar l'any 2017 amb el Toyota Yaris WRC. Actualment, el seu director és l'expilot Jari-Matti Latvala i anteriorment ho va ser Tommi Mäkinnen.

## Trajectòria
Sota la direcció esportiva del excampió mundial Tommi Mäkinnen, Toyota retorna al Campionat Mundial de Ral·lis divuit anys més tard l'any 2017 amb el Toyota Yaris WRC. Els pilots elegits són els finlandesos Jari-Matti Latvala, Juho Hänninen i Esapekka Lappi. L'equip debuta al Ral·li de Monte-Carlo on Latvala aconsegueix acabar en segona posició, assolint la primera victòria al següent ral·li del campionat, el Ral·li de Suècia. Aquell primer any l'equip aconseguiria una segona victòria de la mà d'Esapekka Lappi al Ral·li de Finlàndia. El pilot més ben classificat al final d'any seria Latvala quart i l'equip acabaria tercer per equips.
La temporada 2018 els pilots són Jari-Matti Latvala, Ott Tänak i Esapekka Lappi i l'equip obre una segona base de servei, supeditada a la de Finlàndia, a Estònia, a prop de Tallinn. Aquell any es guanya el Mundial per equips gràcies a les quatre victòries de Tänak i una de Latvala, a més a més, Tänak acaba tercer del Mundial, Latvala quart i Lappi cinquè.
Després d'aconseguir el primer títol per equips, la temporada 2019 arribaria el primer títol per pilots. L'equip d'aquella temporada seria Kris Meeke, Ott Tänak i Jari-Matti Latvala, essent precisament el estonià Tänak el que assoliria el títol de pilots imposant-se en sis de les proves del calendari. No obstant, el guanyador per equips del 2019 seria Hyundai WRT.
De cara a la temporada 2020, Tänak deixa l'equip per fitxar per Hyundai, si bé l'equip es reforça amb el campió mundial Sébastien Ogier, compartint equip amb Elfyn Evans i Kalle Rovanperä. Per altra banda, Jari-Matti Latvala es converteix en el director del equip en substitució de Tommi Mäkinen. En una temporada atípica degut a la pandèmia de covid-19, Ogier s'imposa al Campionat Mundial i Evans queda subcampió, guanyant dos ral·lis cadascú d'ells. De nou el títol per equips recau a Hyundai.
La temporada 2021, amb el mateix trio de pilots que la temporada anterior, per fi s'assoleix el títol de pilots i equips simultàniament. Ogier guanya de nou el títol de pilots, així com cinc ral·lis; Evans torna a finalitzar subcampió i guanya dos ral·lis i Rovanperä finalitza quart i també guanya dos ral·lis, esdevenint el pilot més jove de la història en guanyar una prova del Campionat Mundial. Any rodó per Toyota que guanya els dos títols i un total de nou proves del calendari de dotze possibles.
De cara a la temporada 2022, els pillots habituals són Kalle Rovanperä, Elfyn Evans i Takamoto Katsuta, aquest últim mitjançant un equip satèl·lit. Per altra banda, Sébastien Ogier i Esapekka Lappi comparteixen a temps parcial una quarta unitat, doncs el campió mundial decideix iniciar una progressiva retirada de la competició. Rovanperä guanya el Campionat Mundial convertint-se en el pilot més jove fins aleshores en aconseguir aquesta fita amb 22 anys i 1 dia, a més a més, aquella temporada, Rovanperä s'imposa en 6 dels ral·lis del campionat: Suècia, Croàcia, Portugal, Safari, Estònia i Nova Zelanda. Per la seva banda, Ogier, malgrat la seva dedicació parcial, s'imposa al Catalunya. La temporada 2022 l'equip reedita el títol mundial de constructors.
Per la temporada 2023, Lappi marxa del equip, amb el que Kalle Rovanperä i Elfyn Evans esdevenen els pilots que realitzen el calendari complert, igual que acabarà fent Katsuta tot i no estar previst a principi de temporada, mentre Ogier tan sols disputarà ral·lis puntuals. Novament guanyen el títol mundial de constructors, sumant 9 victòries, alhora que Rovanperä aconsegueix el seu segon títol de pilots.
Sorprenentment, Rovanperä, malgrat portar dos títols mundials consecutius, anuncià que de cara a la temporada 2024, per motius personals, que tan sols disputaria un calendari parcial, igual que Ogier, amb el que els dos pilots principals de la temporada 2024 son Evans i Katsuta. L'equip aconsegueix guanyar el Campionat de Constructors, però el de pilots finalment l'aconsegueix el pilot d'Hyundai Thierry Neuville.

## Palmarès

### Mundial de pilots
- 1 Ott Tänak: 2019
- 2 Sébastien Ogier: 2020 i 2021
- 2 Kalle Rovanperä: 2022 i 2023

### Mundial d'equips
- 5: 2018, 2021, 2022, 2023 i 2024

## Victòries al WRC

### 2017 (2)
- Jari-Matti Latvala: 1
- Esapekka Lappi: 1

### 2018 (5)
- Ott Tänak: 4
- Jari-Matti Latvala: 1

### 2019 (6)
- Ott Tänak: 6

### 2020 (4)
- Sébastien Ogier: 2
- Elfyn Evans: 2

### 2021 (9)
- Sébastien Ogier: 5
- Elfyn Evans: 2
- Kalle Rovanperä: 2

### 2022 (7)
- Kalle Rovanperä: 6
- Sébastien Ogier: 1

### 2023 (9)
- Sébastien Ogier: 3
- Elfyn Evans: 3
- Kalle Rovanperä: 3

### 2024 (8)
- Kalle Rovanperä: 4
- Sébastien Ogier: 3
- Elfyn Evans: 1

## Pilots destacats
- Sébastien Ogier
- Ott Tänak
- Kalle Rovanperä
- Jari-Matti Latvala